# Jean Salkin
Pour les articles homonymes, voir Salkin.
Jean Daniel Émile Salkin, né le 4 mai 1930 à Bruxelles et mort à Lot le 1er novembre 2000, est le fondateur de la Discothèque nationale de Belgique, devenue par la suite la Médiathèque de la Communauté française de Belgique. Cette institution, aujourd'hui appelée PointCulture, est financée par la Communauté française de Belgique.

## Biographie

### Débuts dans les études et la musique
Fils de l'avocat pénaliste Alex Salkin, Jean Salkin naît dans une famille bruxelloise aisée. Il s'exile à New York avec sa famille au début de la Seconde Guerre mondiale alors qu'il n'est qu'un adolescent. Une fois arrivé à New York, Jean Salkin poursuit ses études à la Riverdale Country School (en) où il découvre la musique en jouant du trombone dans un groupe de jazz avec lequel il a du succès aux États-Unis. Par la suite, Jean Salkin est accepté au Massachusetts Institute of Technology (MIT) où il entreprend des études d'ingénieur civil, poussé par son père. De retour en Belgique en 1948, il continue ses études d'ingénieur à l'Université libre de Bruxelles où il fonde l'orchestre de jazz de l'Université.

### Maladie
Cependant, Jean Salkin est touché par la poliomyélite en 1951, ce qui le force à rester interné pour une période de trois mois dans un hôpital de la banlieue d'Oxford. Durant son hospitalisation, sa maladie l'atteint jusqu'à finir par lui faire perdre l'usage de ses deux jambes. Malgré la maladie, il poursuit ses études d'ingénieur à l'Université d'Oxford en tant qu'élève libre. 
Il se marie à vingt-et-un ans et a deux enfants avec l'infirmière qui l’a traité durant son hospitalisation. La maladie l'affecte toute sa vie, l'obligeant à arrêter ses études d'ingénieur.

### Vie personnelle
Jean Salkin est un passionné de politique et de gestion d'entreprise. Outre son intérêt pour les études d'ingénieur, il est également passionné d'histoire ; il finit par suivre un cursus universitaire dans cette discipline.

### Fondation de la Discothèque nationale de Belgique
Jean Salkin, s'inspirant du système de location de disques 78 tours qu'il a découvert à la bibliothèque de l'[Université d'Oxford, réunit un groupe d'amis qui se préparent durant trois ans à la concrétisation de leur projet. À l'origine, celui-ci était de créer une discothèque de prêt ayant pour but de s'étendre dans toute la Belgique. Ce projet consolidé, le problème de trouver des fonds se pose momentanément mais, le projet présenté et approuvé par Gilbert Perier (beau-père de Jean Salkin et président de la Sabena), celui-ci trouve les fonds nécessaires grâce à un réseau solide dans le milieu du patronat ainsi qu'avec l'appui de la Banque nationale de Belgique. 
L’association Discothèque nationale de Belgique ouvre ses portes au sein du Palais des Beaux-Arts de Bruxelles en 1956 et se développe rapidement dans toute la Belgique. C'est à la soirée d'ouverture de la Discothèque nationale qu'il rencontre sa future seconde épouse, Huguette Robert.

### De la Discothèque nationale à la Médiathèque de la Communauté française de Belgique
Après le développement de la Discothèque nationale dans toute la Belgique, Jean Salkin élargit ses services avec la production de diapositives sonorisées. Il est accompagné de son ami et adjoint Michel Defgnée qui le soutient dans son projet ; les diapositives ont pour principal objet des sujets culturels. À terme, la Discothèque nationale de Belgique devient la Médiathèque de la Communauté française de Belgique et fait l’objet d’un arrêté royal assurant, entre autres, le prêt de moyens audiovisuels au service de l'éducation permanente.

### Fin de carrière et retraite
L’état de santé de Jean Salkin s’aggrave au point qu'il finit par décider de se retirer de la direction de la Médiathèque. Néanmoins, il reste conscient des enjeux liés à l’apparition du DVD et du CD qui guettent la Médiathèque. Par conséquent, il tient à conserver un poste de conseiller général en recherche et développement. Il prend définitivement sa retraite en 1995 et se lance dans la rédaction d’un ouvrage d’histoire de la musique en plusieurs volumes, qui est bien reçu par les critiques des revues spécialisées. Il meurt chez lui à l’âge de 70 ans.